# Molophilus alexanderianus
Molophilus alexanderianus är en tvåvingeart som beskrevs av Nielsen 1963. Molophilus alexanderianus ingår i släktet Molophilus och familjen småharkrankar. Inga underarter finns listade i Catalogue of Life.